# Leptochiton bedullii
Leptochiton bedullii är en blötdjursart som beskrevs av Bruno Dell'Angelo och Stefano Palazzi 1986. Leptochiton bedullii ingår i släktet Leptochiton och familjen Leptochitonidae. Inga underarter finns listade i Catalogue of Life.